# Stop (revija)
Stop je bila tedenska slovenska revija, ki je izhajala vsako sredo, med letoma 1968 in 2019. Vsebovala je članke na temo popkulture ter obsežen TV program za prihodnji teden. V slovenskem medijskem prostoru je bila poznana tudi kot organizator prireditve Viktorji.
Združila se je s svojim dvojnikom, Vklopom (Salomon), v revijo Vklop, Stop spored (Salomon).